# 茂木たかまさ
茂木 たかまさ（もぎ たかまさ、1982年1月15日 - ）は、日本の男性声優。マウスプロモーション所属。群馬県出身。

## 略歴
専門学校東京ミュージックアンドメディアアーツ尚美（現:尚美ミュージックカレッジ専門学校）卒業。
シェイクスピア・シアター、マウスプロモーション附属養成所を経て、マウスプロモーションに所属。

## 人物
アニメ、ドラマCD、ゲームなどで活躍している。
吹き替えでは、ノ・ミヌ（本人公認）とアーロン・ポールを持ち役にしている。また、2012年の『フルハウスTAKE2』の吹き替え収録最終日ではノ・ミヌがサプライズ登場し、茂木が初めてノ・ミヌの吹き替えを担当した『僕の彼女は九尾狐』の日本語版感想を述べた後、「日本語版の声は茂木さんによろしくお願いしますね」と言われ、本人からの許可を通り越して指名される事となった。
その後もノ・ミヌの出演作品は何作か発売されたにもかかわらず、吹き替え版は制作されないことが続いていたが、2015年に『私の残念な彼氏』の吹き替え版が制作されることになり、再びノ・ミヌの声を担当した。なお、茂木のTwitterのプロフィール画像には、ノ・ミヌがサプライズ登場した際に描いてくれた似顔絵が使用されている。
趣味・特技は日曜大工・料理・ドライブ。

## 出演
太字はメインキャラクター。

### テレビアニメ
2008年
- 乃木坂春香の秘密（とりまき）

2009年
- アラド戦記〜スラップアップパーティー〜（海賊霊C）
- 夢色パティシエール（2009年 - 2010年、塩谷、天野ヒカル、店員） - 2シリーズ

2011年
- そふてにっ（男子生徒たち）
- ブレイド（労働者、ギャング）
- BLEACH（死神B）
- ベン・トー（ウサギ）

2012年
- ジョジョの奇妙な冒険（2012年 - 2014年、悪ガキC、犯人、科学者B、研究者B、吸血鬼B、店員） - 2シリーズ

2013年
- ささみさん@がんばらない（教師B）
- みなみけ ただいま
- 断裁分離のクライムエッジ（警備員）
- アイカツ!（スタッフ、記者）
- 宇宙戦艦ヤマト2199（崎山克典、木村英義、五十嵐徹、オルト・ドルメン、保安部員B、親衛隊B）
- ガイストクラッシャー（2013年 - 2014年、二郎）
- リトルバスターズ! 〜Refrain〜（生徒B）

2014年
- ソウルイーターノット!（男性客B）
- エスカ&ロジーのアトリエ 〜黄昏の空の錬金術士〜（村人）
- ご注文はうさぎですか?（部下）
- 牙狼〈GARO〉-炎の刻印-（理髪師）

2017年
- クロックワーク・プラネット（アマレット）
- ボールルームへようこそ（緋山千寛、不良A、男性客A、ダンサーA、観客、城田、ダンサー、司会者、審査員、、記者、アナウンサー、二井真史）
- DYNAMIC CHORD（相模原龍雄）

2018年
- ISLAND（播守太郎）
- RELEASE THE SPYCE（マルコ）

2019年
- 風が強く吹いている（理事長、ディレクター）

2020年
- ハイキュー!! TO THE TOP（解説B、解説）
- 呪術廻戦（伊藤）

2021年
- おそ松さん（アナウンサー）

2025年
- 瑠璃の宝石（青龍）

### 劇場アニメ
2009年
- ヱヴァンゲリヲン新劇場版:破

2014年
- 宇宙戦艦ヤマト2199 星巡る方舟（ガミラス兵）

### OVA
- 殿といっしょ（2010年）
- 岸辺露伴は動かない エピソード#02 六壁坂（2018年、貝森稔[45]）- コミックス第2巻アニメDVD同梱版

### Webアニメ
- マウスどうぶつえん（2018年、ヤギのたかまさ）
- KUROMI’S PRETTY JOURNEY（2023年[46]）
- BULLET/BULLET（2025年、ウィール[47][37]）

### ゲーム
2008年
- 乃木坂春香の秘密 同人誌、はじめました。
- VitaminX

2010年
- AIKA ONLINE
- コープスパーティー ブラッドカバー リピーティッドフィアー
- 悠久の車輪（神祖を超える牙ダルタニア、浅海の求道者タンザ）

2011年
- うみねこのなく頃に散 〜真実と幻想の夜想曲〜
- ガチトラ! 〜暴れん坊教師 in High School〜（結城常康）
- キャサリン
- 侍道4
- ハートの国のアリス 〜Wonderful Wonder World〜
- みみキス For Man

2012年
- 幻想水滸伝 紡がれし百年の時（ウフレッド、ムドガラ）
- バイオハザード オペレーション・ラクーンシティ

2013年
- エアコン フリクト ベトナム（パイロット）
- ドラゴンズドグマ オンライン（男性覚者ボイス）

2014年
- ゴールデンタイム Vivid Memories
- 戦国BASARA4
- KNACK

2015年
- ファイアーエムブレムif（ツバキ）

2016年
- ISLAND（播守太郎）
- タワーオブプリンセス（譲葉）
- 討鬼伝2（刀也）
- DYNAMIC CHORD feat.apple-polisher（相模原龍雄）
- マネージャーはじめました(仮)（空閑蓮）

2017年
- ファイアーエムブレム ヒーローズ（ツバキ）

2018年
- DYNAMIC CHORD feat.apple-polisher V edition（相模原龍雄）
- グランドサマナーズ（ノギア）

2020年
- OCTOPATH TRAVELER 大陸の覇者（リシャール、カルツ、フリオ）
- ドラゴンクエストX いばらの巫女と滅びの神 オンライン（天唱楽師）

2023年
- WILD HEARTS（プレイヤーボイス）
- OCTOPATH TRAVELER II（ピルロ）

2024年
- BAR ステラアビス（ブザーマン）
- Rise of the Ronin（立木鶴之助）
- ウマ娘 プリティーダービー 熱血ハチャメチャ大感謝祭!

2025年
- プロジェクトセカイ カラフルステージ! feat. 初音ミク
- 勿ノ怪契リ（安倍晴明）

### ドラマCD
- 銀河鉄道の夜（牛乳屋）
- 黒薔薇アリス
- シャイニングウィンド ドラマCD Vol.4
- ナイトメア仮面の騎士（伊庭義幸）
- DYNAMIC CHORD documentaryCD apple-polisher（相模原龍雄）
- DYNAMIC CHORD Vacation Trip CD series apple-polisher（相模原龍雄）
- MAUSU THEATER

### BLCD
- コルセーア IX 〜月を抱く海4〜（マンスルール）
- メンズ校 4
- VitaminX（俊蔵兵士）

### 吹き替え

#### 担当俳優
- アーロン・ポール
  - ブレイキング・バッド（ジェシー・ピンクマン）
  - エルカミーノ: ブレイキング・バッド THE MOVIE（ジェシー・ピンクマン）
  - トリプル9 裏切りのコード（ゲイブ・ウェルチ）
  - ベター・コール・ソウル（ジェシー・ピンクマン）
- ノ・ミヌ（ノ・ミヌ本人公認）
  - フルハウスTAKE2（イ・テイク）
  - 僕の彼女は九尾狐（パク・トンジュ）
  - 私の残念な彼氏（ユン・テウン）

#### 映画（吹き替え）
- 悪の法則（バイカー〈リチャード・カブラル〉）
- アマンダ・ノックス（ラファエル・ソシエト）
- アレックス・ストレンジラブ（アレックス〈ダニエル・ドヘニー〉）
- グッドラック・チャーリー
- クラウド9（ウィル〈ルーク・ベンワード〉）
- 恋するインターン
- シャザム!（ブレット・ブライヤー[55]）※劇場公開版
  - シャザム!〜神々の怒り〜[56]
- 地球が燃えつきる日
- ハイウェイ10へ進め（チェスター〈トニー・レヴォロリ〉）
- パシフィック・ウォー（ウェスト〈コディ・ウォーカー〉）
- パッケージ: オレたちの"珍"騒動（ショーン・フロイド〈ダニエル・ドヘニー〉）
- バチェロレッテ あの子が結婚するなんて!（クライド・ゴッダード〈アダム・スコット〉）
- ビトレイヤー（ルーク〈ジェイソン・メイザ〉）
- フッテージ（E.M.T.〈ロブ・ライリー〉、アナウンサー〈タビス・スマイリー〉）

#### ドラマ
- ARROW/アロー
- アンフォゲッタブル 完全記憶捜査
- VINYL/ヴァイナル
- ウエストワールド
- キム・マンドク 美しき伝説の商人（少年時代のトンア）
- GOTHAM/ゴッサム シーズン2 #17
- CSI:ニューヨーク9 #14
- 主任警部アラン・バンクス
- 宿敵 因縁のハットフィールド&マッコイ（バド・マッコイ〈タイラー・ジャクソン〉）
- 新ビバリーヒルズ青春白書（ハビエル〈ディエゴ・ゴンザレス〉）
- SMASH（デニス〈フィリップ・スパース〉）
- スパルタカスIII ザ・ファイナル（ティベリウス/クラッススの長男〈クリスチャン・アンティドーミ〉）
- スーパーナチュラル シーズン9
- ダメージ シーズン3
- ダウントン・アビー（ウィリアム〈トーマス・ハウズ〉）
- DEUCE/ポルノストリート in NY（トッド・ラング〈アーロン・ディーン・アイゼンバーグ〉）
- デスパレートな妻たち シーズン6
- 天命（ムミョン〈キム・ドンジュン〉）
- 天才学級アント・ファーム（イルカの声）
- Travelers/トラベラーズ（トレバー〈ジャレッド・アブラハムソン〉）
- ねじれた疑惑 シーズン2（リコ〈アシュトン・モイオ〉）
- PERSON of INTEREST 犯罪予知ユニット
- 花ざかりの君たちへ（キ・テヨン〈チャン・ミヌ〉）
- フォーリング スカイズ
- THE BLACKLIST/ブラックリスト
- FRINGE/フリンジ
- ペク・ドンス（ホン・サヘ）
- BONES シーズン7（リアム、社長秘書）
- ミディアム5 霊能者アリソン・デュボア
- ブログ犬 スタン（カール・フィンク〈LJ・ベネット〉）
- レバレッジ 〜詐欺師たちの流儀
- LAW & ORDER:LA

#### アニメ
2013年
- 学園NINJAランディ

2014年
- ナノ・インベーダーズ（クロウ）

2015年
- トムとジェリー スパイ・クエスト（ハジ）

2016年
- ヴォルトロン（ランス・マクレーン）

#### その他（吹き替え）
- プロジェクト・ランウェイ8（アンディ・サウス）

### デジタルコミック
- Beeマンガ 主に泣いてます（小桃宣親）
- 推す♂BL Lab.～イケ生ボイスCH～ どっちもどっち!!! ～第三のイケメン～（勝俣）

### テレビドラマ
- 真夜中の百貨店〜シークレットルームにようこそ〜 第11話「心を添えるお中元選び」（2016年、BSジャパン） - 男性客
- 金曜ナイトドラマ 警部補ダイマジン（2023年、テレビ朝日） - ニュースキャスターの声

### 映画
- ヒカリ（2011年）※声の出演

### ナレーション
- TVチャンピオン3（2023年12月17日、テレビ東京）

### ボイスオーバー
- スーパープレゼンテーション「宇宙について考える」（2016年、NHK Eテレ） - ウィル・マーシャル

### 舞台
- ラジオもどき朗読劇 第22回公演「ラヴ・レターズ」（2016年11月27日 / マウスプロモーション）

### その他
- オーディオブック Gボーイズ冬戦争 池袋ウエストゲートパーク（古田恭介、今泉清彦）
- ヒカリ OFFICIAL FAN BOOK DVD付きオフィシャルファンブック

### シリーズ一覧
1. ↑  第1期（2009年 - 2010年）、第2期
2. ↑  1st Season『ファントムブラッド/戦闘潮流』（2012年 - 2013年）、2nd Season前半『スターダストクルセイダース』（2014年）